# Citroën C8
Citroën C8 — мінівен французької марки Citroën, що виготовлявся у Франції на заводі Sevel у співпраці з Fiat і прийшов на заміну Citroën Evasion. Крім C8 виготовлялися подібні моделі, такі, як Fiat Ulysse, Peugeot 807 і Lancia Phedra. Citroën C8 виготовляли з липня 2002 року по липень 2014 року.

## Опис

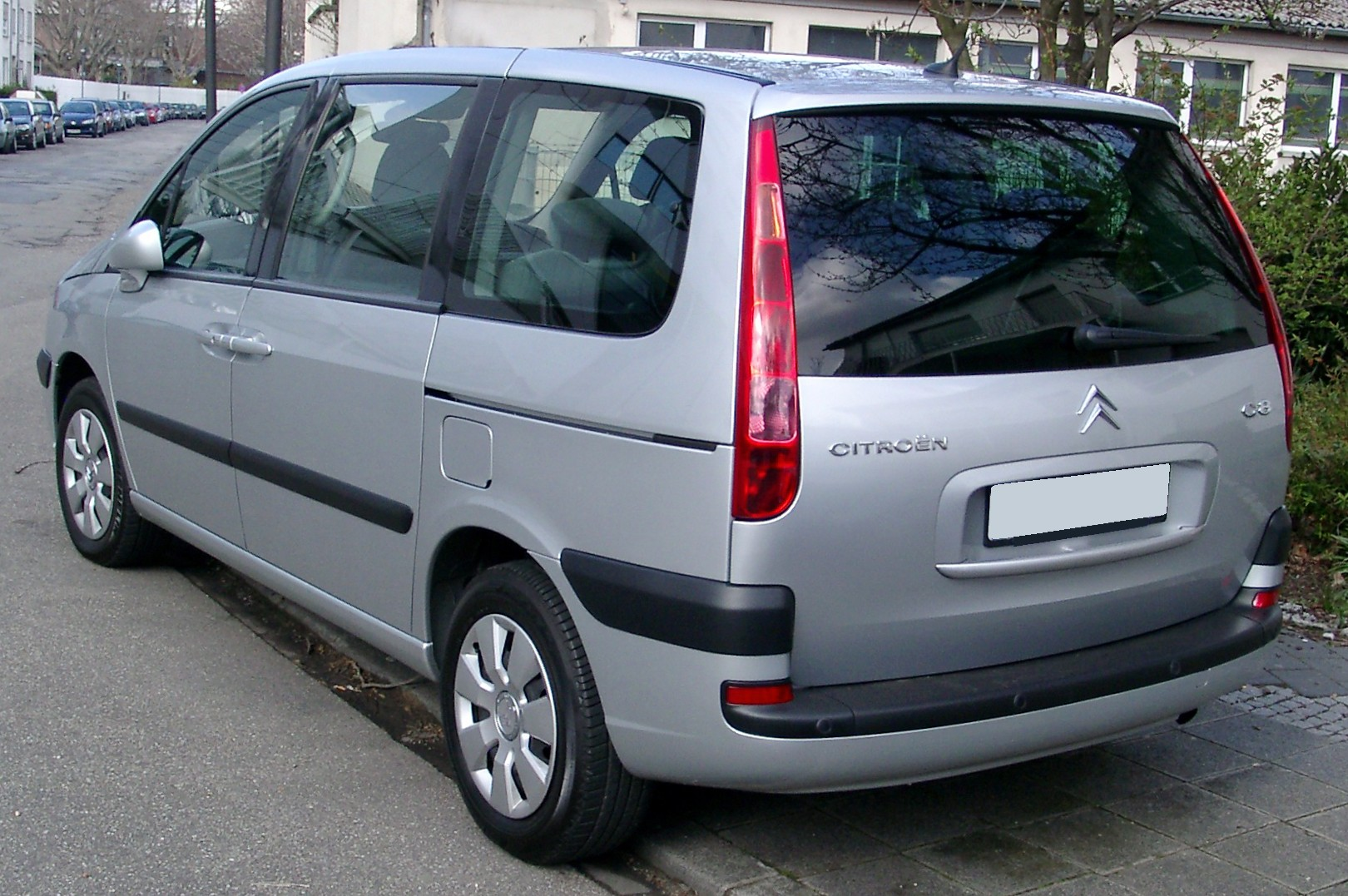
Citroën C8 (2002-2008)

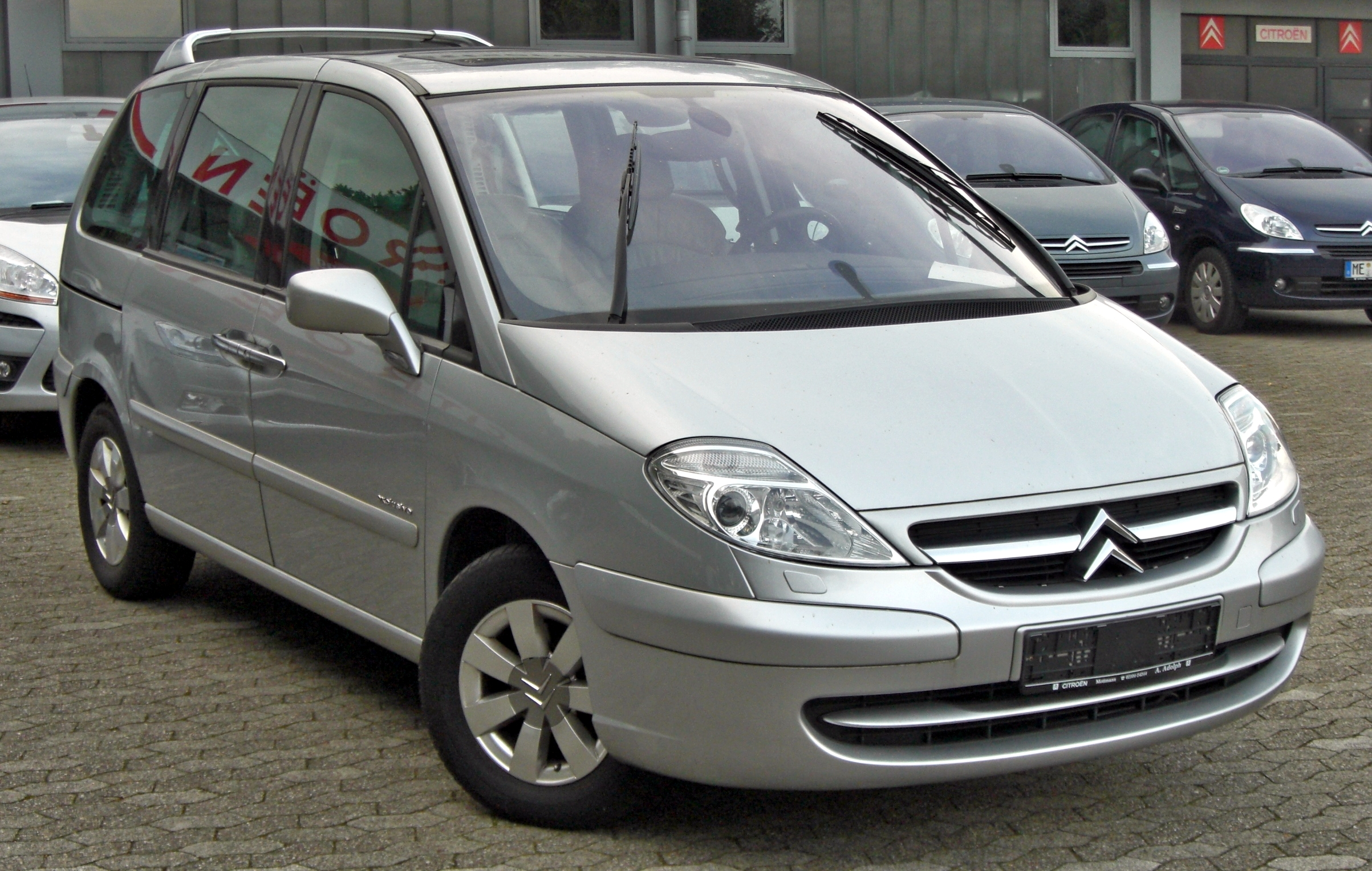
Citroën C8 (2008-2012)

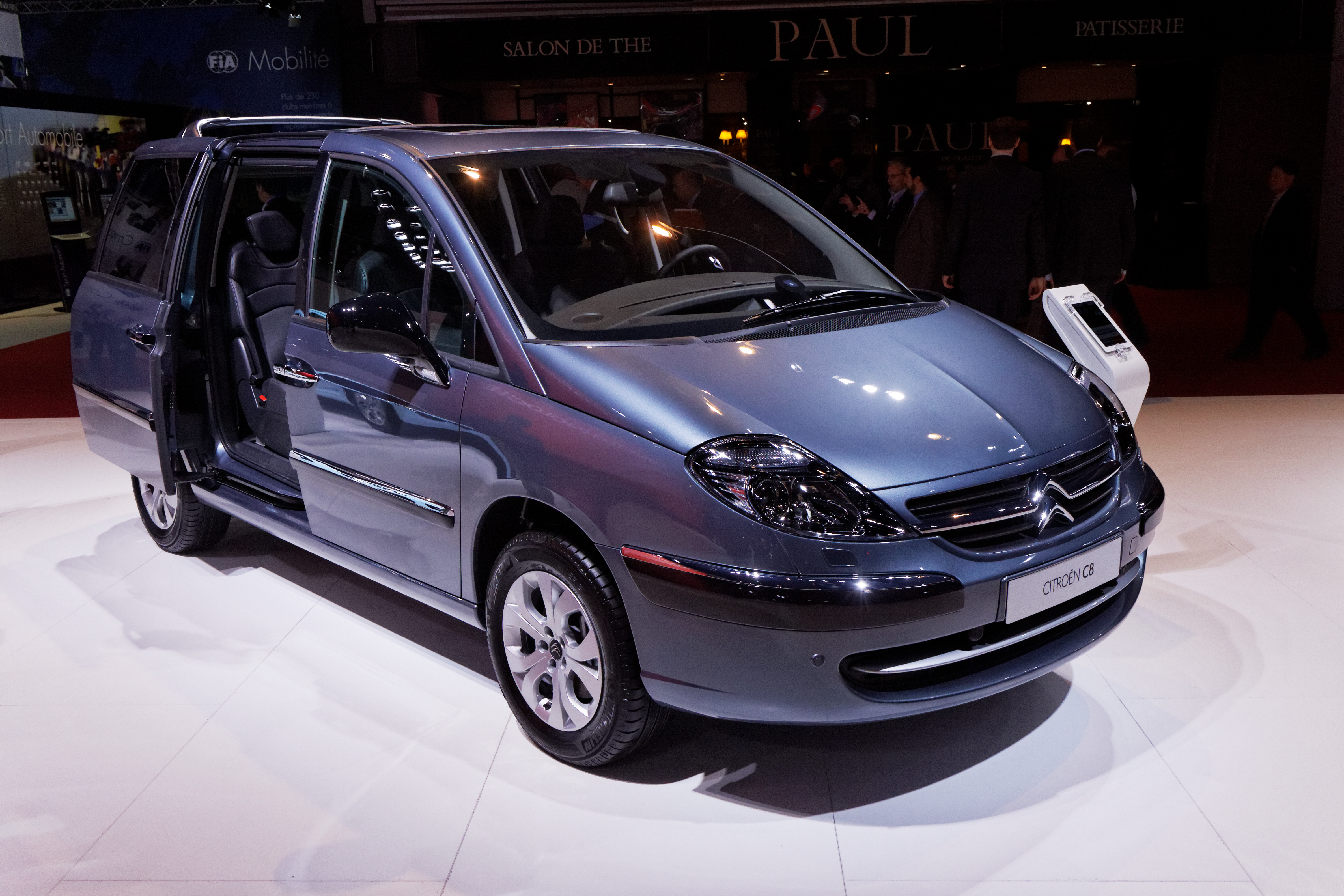
Citroën C8 (2012-2014)

В порівнянні з Citroën Evasion днище, колісна база і підвіска не були змінені, але всі зовнішні розміри, включаючи передню і задню колію, були збільшені. Збільшення довжини майже на 30 мм значно посилили внутрішній об'єм. Автомобіль отримав більш сучасний зовнішній вигляд, а також сучасний вигляд приладової панелі з централізовано встановленими датчиками.
Середній і третій ряд сидінь тепер зсувалися вперед/назад для збільшення гнучкості, а також отримали регульовані спинки.
В 2008 році Citroën C8 отримав легку підтяжку обличчя.
В 2012 році Citroën C8 оновили вдруге. Зовнішній вигляд автомобіля вийшов досить сучасним. Над розробкою екстер'єру потрудилися не тільки інженери Citroen, а й Peugeot і Lancia, завдяки чому загальний стиль автомобіля схожий з моделями Peugeot 807 і Lancia Phedra. Своєрідний стиль мінівена підкреслюється великими інтегральними фарами, вертикальними вставками задніх ліхтарів і великою ручкою на п'ятій двері Ц8. Габарити Citroen C8 рівні: довжина - 4726 мм, ширина - 2194 мм, висота - 1856 мм, колісна база - 2823 мм. 
Для автомобіля доступно 3 види дизельних двигунів. 2,0-літровий 4-циліндровий мотор, потужністю 138 кінських сил. Максимальна швидкість руху автомобіля з таким силовим агрегатом дорівнює 194 км/год, а час розгону від 0 до 100 км/год займає 12 секунд. Показники витрати палива рівні: місто - 7,4л/100км, траса - 5л/100км, змішаний - 5,9 л/100 км. Такий двигун працює в парі з 6-швидкісною МКПП.
Наступним доступним мотором є 2,0-літровий 4-циліндровий 163-сильний. Завдяки такому двигуну, максимальна швидкість руху дорівнює 196 км/год, а розгін від 0 до 100 км/год - 12,4 секунд. Показники витрати палива рівні: місто - 9,5 л/100 км, траса - 5,9 л/100 км, змішаний - 7,2 л/100 км. Мотор агрегатується з 6-роб. АКПП.
Останнім, найбільш потужним, є 163 сильний 2,0-літровий мотор. Максимальна швидкість руху Ц8, оснащеного таким силовим агрегатом дорівнює 203 км/год, а час розгону зменшився до 11,2 секунд. Показники витрати палива рівні: місто - 7,4л/100км, траса - 5л/100км, змішаний - 5,9 л/100 км. Силовий агрегат працює в парі з 6МКПП.

## Двигуни
Бензинові
- 2,0 136/140 к.с.
- 2,2 158 к.с.
- 3,0 V6 204 к.с.

Дизельні
- 2,0 HDi 110/120/136/163 к.с.
- 2,2 HDi 128/170 к.с.